# Bill Nelson
Clarence William "Bill" Nelson II (29 de septiembre de 1942) es un abogado, especialista en cargas útiles de la NASA y político estadounidense, nombrado administrador de la NASA desde el 3 de mayo de 2021. Nelson se desempeñó anteriormente como senador de los Estados Unidos por Florida de 2001 a 2019. Miembro del Partido Demócrata, anteriormente sirvió en la Cámara de Representantes de Florida de 1972 a 1978 y en la Cámara de Representantes de los Estados Unidos de 1979 a 1991. En enero de 1986, se convirtió en el segundo miembro del Congreso en volar al espacio, después de Jake Garn, como tripulante especialista en cargas útiles a bordo del transbordador espacial Columbia. Antes de ingresar a la política, sirvió en la Reserva del Ejército de los Estados Unidos durante la Guerra de Vietnam.
Nelson se retiró del Congreso en 1990 para postularse para gobernador de Florida, pero no tuvo éxito. Más tarde fue nombrado Tesorero, Comisionado de Seguros y Jefe de Bomberos de Florida, sirviendo de 1995 a 2001. En 2000, Nelson fue elegido para el escaño del Senado de los Estados Unidos que había sido dejado vacante por el senador republicano Connie Mack III con el 51% de los votos. Fue reelegido en 2006 con el 60% de los votos y en 2012 con el 55% de los votos. Nelson se postuló para un cuarto mandato en 2018, pero fue derrotado por estrecho margen en las elecciones generales por el entonces gobernador Rick Scott. En mayo de 2019, Nelson fue designado para formar parte del consejo asesor de la NASA.
En el Senado de los Estados Unidos, generalmente se le consideraba un centrista y un demócrata moderado. Nelson apoyó el matrimonio entre personas del mismo sexo, la bajada de impuestos a las familias de ingresos bajos y medios, la expansión de programas y regulaciones ambientales, la protección de la Ley del Cuidado de Salud a Bajo Precio y la expansión de Medicaid. Nelson presidió el Comité Senatorial de Envejecimiento de 2013 a 2015, y más tarde pasó a formar parte del Comité Senatorial de Comercio entre 2015 y 2019. Es el congresista demócrata que ha recibido más donaciones para la financiación de su campaña por parte de grupos de presión de Arabia Saudí.
El 19 de marzo de 2021, el presidente Joe Biden anunció su intención de nominar a Nelson para dirigir la Administración Nacional de Aeronáutica y del Espacio. Nelson fue confirmado por consentimiento unánime por parte del Senado de los Estados Unidos el 29 de abril de 2021 y juramentado por la vicepresidenta Kamala Harris el 3 de mayo de 2021.

## Temprana edad y educación
Nelson nació el 29 de septiembre de 1942 en Miami, Florida, hijo único de Nannie Merle (de soltera Nelson) y Clarence William Nelson. Es de ascendencia escocesa, irlandesa, inglesa y danesa. Su padre murió de un infarto cuando Nelson tenía 14 años. Diez años más tarde falleció su madre a causa de la enfermedad de esclerosis lateral amiotrófica (ELA). Nelson creció en Melbourne, Florida, donde asistió a Melbourne High School.
Asistió a iglesias bautistas y episcopales, pero luego se bautizó por inmersión en una iglesia bautista. Se desempeñó como presidente internacional de Key Club International patrocinado por Kiwanis (1959-1960). En 2005, se unió a la Primera Iglesia Presbiteriana en Orlando.
Nelson asistió a la Universidad de Florida, donde fue miembro del Florida Blue Key, y a la fraternidad social Beta Theta Pi. Se trasladó a la Universidad de Yale, donde fue miembro de la sociedad secreta Libro y Serpiente. Nelson se graduó en 1965 con una licenciatura en ciencias políticas. Más tarde recibió un título de J.D. de la Facultad de Derecho de la Universidad de Virginia en 1968.
En 1965, durante la Guerra de Vietnam, se unió a la Reserva del Ejército de los Estados Unidos. Se mantuvo en servicio activo de 1968 a 1970, donde alcanzó el rango de capitán y permaneció en el Ejército hasta 1971. Nelson fue admitido en el Colegio de Abogados de Florida en 1968 y comenzó a ejercer la abogacía en Melbourne en 1970. En 1971, trabajó como asistente legislativo del gobernador Reubin Askew.

## Transbordador espacialColumbia

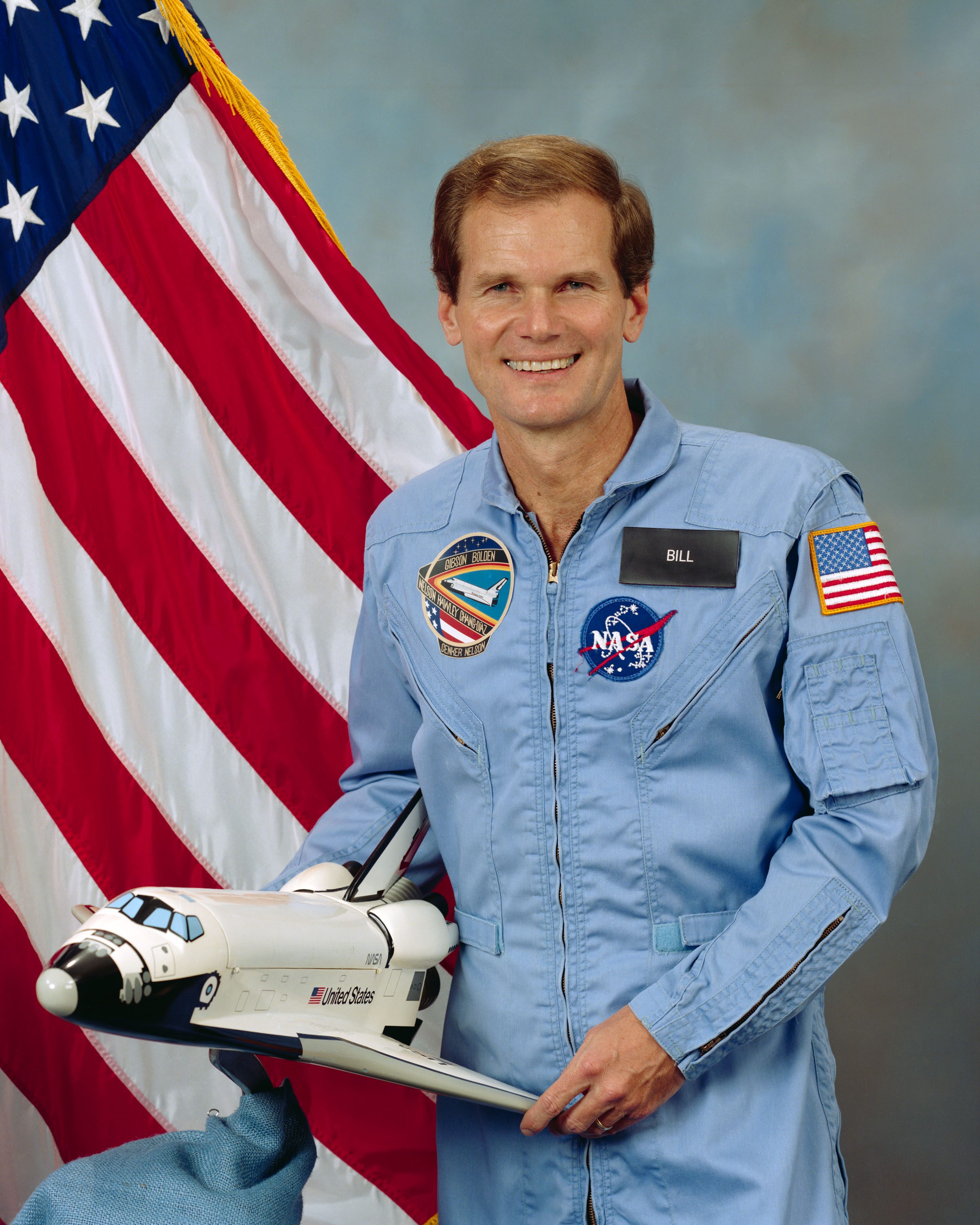
Fotografía de Nelson en su etapa de astronauta.

En 1986, Nelson se convirtió en el segundo miembro del Congreso (y el primer miembro de la Cámara) en viajar al espacio. Pasó por el entrenamiento de la NASA con el senador Jake Garn de Utah. Nelson fue un especialista en carga útil en la misión STS-61-C del Transbordador Espacial Columbia del 12 al 18 de enero de 1986. Esta misión fue el último vuelo exitoso del Transbordador Espacial antes del accidente del Challenger, que ocurrió diez días después del final de esta misión. En 1988, Nelson publicó un libro sobre su experiencia de vuelo espacial titulado Mission: An American Congressman's Voyage to Space.

## Administrador de la NASA

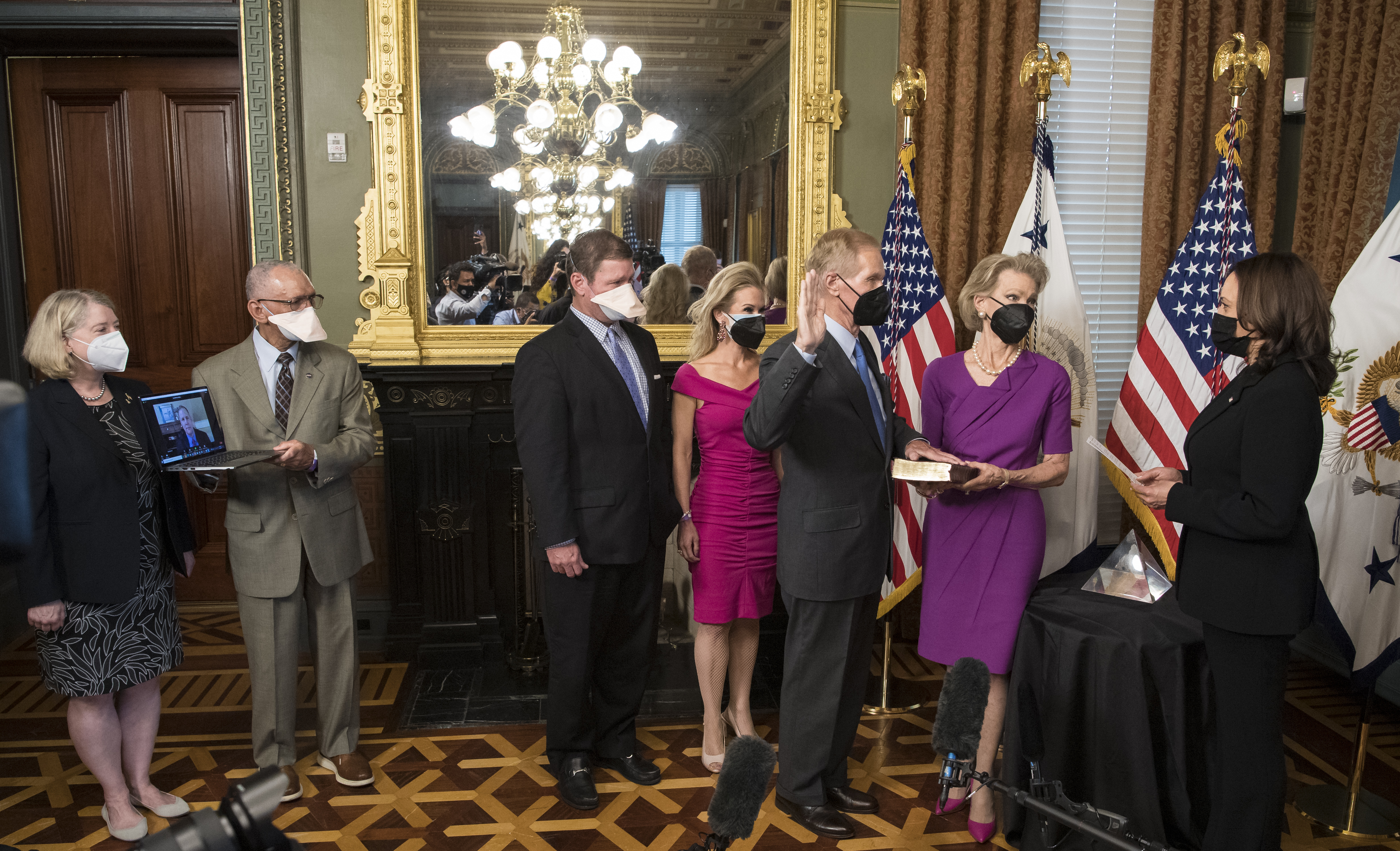
Bill Nelson jura ante la vicepresidente Kamala Harris durante su asunción como administrador de la NASA. Se encuentra acompañado por su esposa Grace Nelson, sus hijos Nan Ellen Nelson y Bill Nelson Jr., los ex administradores de la NASA Charles Bolden y Jim Bridenstine (virtualmente) y Pam Melroy.

### Nominación
El 22 de febrero de 2021, surgieron informes de que Joe Biden estaba considerando nominar a Nelson como administrador de la NASA. El 18 de marzo de 2021, se informó que Biden había seleccionado a Nelson para el puesto, con Biden anunciando oficialmente la decisión al día siguiente. La nominación de Nelson recibió un amplio apoyo de los miembros del Congreso de ambos partidos, así como de la industria espacial en general. El Senado de los Estados Unidos, en consentimiento unánime, votó para confirmar a Nelson como administrador de la NASA el 29 de abril de 2021. Nelson prestó juramento el 3 de mayo de 2021 por la vicepresidenta Harris.